# Acanthops tuberculata
Espèce
Acanthops tuberculata est une espèce d'insectes, de  l'ordre des Mantodea, de la famille des Acanthopidae, de la sous-famille des Acanthopinae et de la tribu des Acanthopini.

## Dénomination
- Cette espèce a été décrite par Henri de Saussure en 1870.

## Répartition
Acanthops tuberculata se rencontre au Brésil, au Costa Rica, en Guyane française, au Pérou et au Vénézuela. 